# Delphinium rotundifolium
Delphinium rotundifolium är en ranunkelväxtart som beskrevs av Afanasiev. Delphinium rotundifolium ingår i släktet storriddarsporrar, och familjen ranunkelväxter. Inga underarter finns listade i Catalogue of Life.